# 布尔日主教座堂
布尔日主教座堂，全称布尔日圣斯德望主教座堂(Cathédrale Saint-Étienne de Bourges)，位于法国谢尔省布尔日的天主教教堂。这座教堂建于12世纪末至13世纪末，是法国中世纪基督教的权力中心，也是哥特式建筑的杰出代表，以匀称的比例、雕刻、绘画以及花窗玻璃闻名。1992年，被联合国教科文组织列入世界遗产。

## 历史

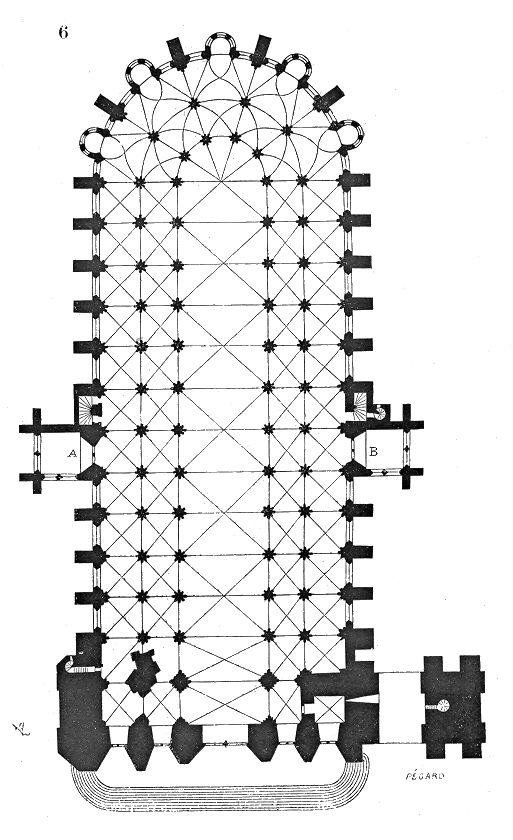
教堂平面图

在1195年，大主教亨利·德·苏利(Henri de Sully)根据教会法决定建造一座哥特式的教堂。教堂建造从礼拜堂开始。
在1199年，大主教纪尧姆·德·唐琼(Guillaume de Dangeon)，继承了亨利·德·苏利的职位。他在教堂的建造中起了重要的作用，他认为整个教堂，包括它的雕刻装饰以及花窗玻璃，都是对抗异端的宗教说教。纪尧姆死后，由于他的封圣，教堂工程获得了大量信徒和朝圣者的捐献。
建造的第二阶段，包括中殿以及西向正面，在1230年左右完成。五个有雕刻的入口在正面完成。接替第一位总建筑师的建筑师保持了建筑计划的意志和简洁，教堂缺少翼部，但是整个空间布局有统一感。
南侧的塔从13世纪起出现了破裂的迹象，后使用一巨大的扶壁支撑。北侧的塔楼在1506年倒塌，虽然重建后的塔楼包括了一些文艺复兴的元素，但仍和哥特式的正面协调。

## 花窗玻璃
一种在13世纪早期罕见的华丽彩色玻璃装饰着三层唱诗班，也使光照在石头上形成五彩的光斑。布尔日主教座堂的花窗玻璃表达了对"光的连续性"(拉丁语：lux continua)的追求，伴随着12世纪精神的澎湃浪潮。光线效果和内部空间体现了整体设计。
教堂的花窗玻璃主題大约是这样的：末日审判的基督和启示录、圣母玛丽亚和圣埃蒂安由行会人员侧面侍立，平行的画面有新约旧约故事以及圣徒和殉教者、布尔日大主教、先知和使徒的生平。
14世纪末，西侧正面的最后一部分——名为“le Grand Housteau”的玻璃窗完工。该窗係由贝里公爵约翰所赠。

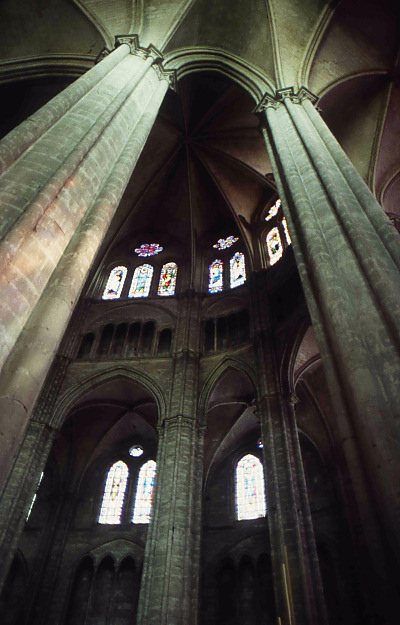
教堂内部

15世纪和17世纪時建造的附属的礼拜堂有着完全不同的风格，它们的装饰玻璃窗是由布尔日的显贵代办，其中最好的是在雅各·科尔的礼拜堂(la chapelle du Palais Jacques Coeur)裡关于天使报喜的花窗玻璃。

## 石雕
在雕有末日审判主体的门楣上，大天使圣米迦勒、死而复生的少年、裹着长袍的上帝的选民带着微笑仰视着基督，而地狱里则满是魔鬼和受痛苦折磨的生物。该石雕位于西侧正面的正中入口处，生动表现出上帝的仁慈。这是哥特式雕刻在1240年代的杰作。雕刻于同一时间的圣坛屏在1757年被移走，其残片目前在一个低级的教堂中被展出。在1160年左右完成的侧门入口处的石雕是罗马式雕刻的杰作。整个教堂有这个时代的许多雕塑精品。

## 绘画

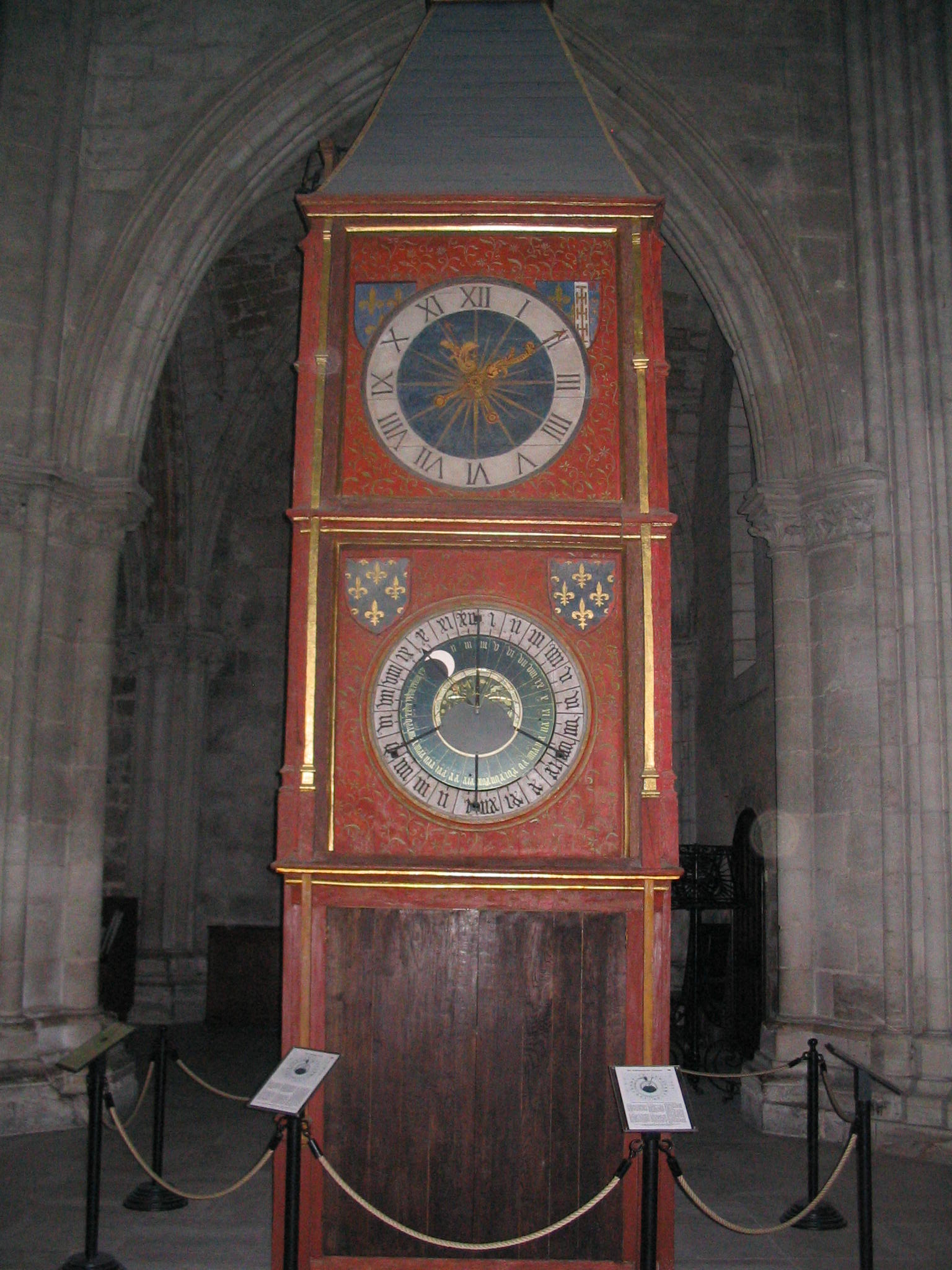
教堂里的天文钟

在祭衣间发现了一幅有象征意义的壁画，这幅画由雅各·科尔为纪念查理七世而装饰。在此之后，又在杜·布吕尔礼拜堂发现了一幅更意想不到的壁画，这幅壁画作于1475年左右，以海为背景描绘了基督的受难和复活。
教堂里的天文钟的钟面上绘有黄道十二宫的图案，由让·奥尔良(Jean d'Orleans)绘制，现已修复。机械原件是加农·夫索利(Canon Fusoris)的作品，现保存完好。